# Пустир (урочище)
Пустир (також Намив) — урочище в Черкасах, незабудована місцевість на березі Кременчуцького водосховища, що утворилося після створення території сучасного мікрорайону Митниця шляхом намиву піщаних ґрунтів.

## Розташування
Урочище географічно являє собою півострів, обмежений з півночі, заходу та північного сходу водами Кременчуцького водосховища, зі сходу Черкаською набережною, із півдня — вулицею Героїв Дніпра від кільцевої розв'язки з вулицею Захисників Азовсталі і до перехрестя з вулицею Козацька. Іноді назву переносять також і на місцевість між узбережжям водосховища та вулицею Героїв Дніпра від уже згаданої кільцевої розв'язки до перехрестя з вулицею Сержанта Жужоми, та Воронячу косу, що має форму дуги, яка з'єднує північну частину півострова та пляж «Митницький», відділяючись від обох цих точок вузькими протоками.

## Історія
Після створення у 1959 році Кременчуцького водосховища, історична місцевість Митниця була затоплена його водами. Пізніше, з початку 1980-х тут почались масштабні намивні роботи з метою побудови нового мікрорайону, що отримав назву від свого зниклого попередника. Саме урочище оформилось у нинішньому вигляді приблизно в кінці 1980-х — початку 1990-х, коли основні масиви Митниця-1 та Митниця-2 були вже побудовані, і повноцінно оформилась вулиця Героїв Дніпра. Ця територія теж мала план розвитку та забудови спорудами здебільшого розважального та рекреаційного призначень, але економічні проблеми СРСР та його подальший розпад не дали цим планам реалізуватись.

## Загальний опис
Ландшафт урочища являє собою піщаний масив у вигляді плавних пагорбів та западин, що вкриті дикорослими вербами та тополями. Трав'яниста рослинність представлена слабко. На півдні є окремі ділянки більш твердих ґрунтів, тож рослинність там розвиненіша та щільніша. Із фауни присутні чайки, крижні, одуди, очеретянки. Зрідка зустрічаються зайці. Загалом ландшафт місцевості подібний до Олешківських пісків на Херсонщині, але у набагато меншому масштабі. Господарська діяльність людини практично відсутня, але в 1990-х — початку 2000-х діяв піщаний кар'єр. На місці кар'єру в дощові роки утворюється заболочена місцевість. До капітальної модернізації вулиці Героїв Дніпра (завершилась у 2019 році) туди була прокладена канава для відводу дощової води з проїжджої частини, що тоді не мала системи дощової каналізації. На території урочища виходить з-під землі та впадає в Дніпро струмок Митниця. На північному сході урочища знаходиться невелике заплавне озеро Жаб'ятник (більш відоме серед місцевих мешканців за русифікованою назвою Лягушатник). Воно відділяється від основної частини водосховища набережною, а також дамбою зі щебеню та піску, яка у весняно-літній період затоплюється. На південному заході знаходяться церква Андрія Первозванного ПЦУ, закинуте будівництво пожежного депо та автостоянка "Чайка". Починаючи з 2015 року проводиться поступова забудова на південному сходіб а саме ЖК "Сімейний Lux", "City Park", "Лагуна" та "Premier Bay". Будуються житловий комплекс та храм Покрови Пресвятої Богородиці УГКЦ. Якщо ж брати ширші кордони урочища, то тут також розташовані пляжі «Живчик» та «Митницький», човнова та насосна станції. Через свій піщаний ландшафт та плавний вихід до води використовується місцевими мешканцями як дикий пляж. До початку 2000-х років по всій території урочища в піску знаходились залишки труб земснарядів, які намивали мікрорайон.